# Masih
Masih (arab. ماسح) – wieś w Syrii, w muhafazie Aleppo. W 2004 roku liczyła 629 mieszkańców.